# Vilnor
Vilnor es una variedad cultivar de ciruelo (Prunus domestica), de las denominadas ciruelas europeas.
Una variedad de ciruela criada en 1965 en el Centro de Investigación Polli Garden, Tartu, como resultado del cruce de 'Wilhelmine Späth' x 'Noarootsi Punane'.
Las frutas de tamaño pequeño a medio de forma ovoide u oblongo ovalada, sin cuello, su epidermis con un color rojo púrpura, la sutura se puede ver claramente, con pruina espesa, y pulpa de color amarilla, densidad media o blanda, a veces fibrosa, sabor dependiendo de muy bueno en un verano cálido, bastante pobre en un mal año.

## Sinonimia
- "Vilnor Ploom".

## Historia
'Vilnor' variedad de ciruela europea que fue obtenida en 1964 por los investigadores Arthur Jaama y Eevi Jaama (cada uno de ellos con el 50% de autoría) en el Centro de Investigación Hortícola Polli, dependiente del "Departamento de Ciencias de la Vida" de la Universidad de Tartu, siendo el resultado de la hibridación por el cruce de 'Wilhelmine Späth' como "Parental Madre" x el polen de 'Noarootsi Punane' como "Parental Padre".
A una plántula prometedora se la denominó 'Vilnor', siendo el resultado de una combinación de la primera sílaba de la variedad femenina con las primeras cuatro letras de la variedad masculina (la letra a quedó apagado): vil+nor. Desde 1989, 'Vilnor' es variedad incluida en el surtido recomendado de frutales de huerto doméstico en 1989, en 1991 también para cultivo en huertos comerciales. La Unión Soviética logró ceder el certificado de autor nº 5729 emitido para 'Vilnor' un mes antes de la liquidación en Moscú el 27 de noviembre de 1991. Ya en la República de Estonia, 'Vilnor' se presentó al "Departamento de Variedades de la Inspección de Producción Vegetal" como solicitud de nueva variedad en el registro (nº 5.K.98) en 1998.
'Vilnor' se encuentra cultivada en la colección de germoplasma de plantas vivas del Centro de Investigación Hortícola Polli, dependiente del "Departamento de Ciencias de la Vida" de la Universidad de Tartu, desde el año 2000.

## Características
'Vilnor' es un árbol de porte erguido, semi robusto, es de mediana altura. El árbol ha producido un rendimiento medio. Es medianamente autofértil, buenos polinizadores: 'Duke of Edinburgh' y 'Noarootsi Punane'. La resistencia al invierno de Estonia es media. Flor blanca, que tiene un tiempo de floración que comienza a partir del 21 de abril con el 10% de floración, para el 26 de abril tiene una floración completa (80%), y para el 3 de mayo tiene un 90% de caída de pétalos.
'Vilnor' tiene una talla de tamaño pequeño a medio de 20 a 30 g, la forma es ovoide u oblongo ovalada, sin cuello, su epidermis con un color rojo púrpura, la sutura se puede ver claramente, con pruina espesa; pedúnculo de longitud mediano, fuerte; pulpa de color amarillo, densidad media o blanda, a veces fibrosa, sabor  es variable: muy bueno en un verano cálido, bastante pobre en un mal año. El promedio de diez años de análisis en el laboratorio químico de Polli fue que los frutos contienen: azúcares 9,6%, ácidos 1,88% y vitamina C 14%.
Hueso adherente a semi adherente, medio, superficie rugosa.
Su tiempo de recogida de cosecha es en la primera quincena de septiembre.

## Usos
Se usa comúnmente como postre fresco de mesa buena ciruela de postre de fines de verano, también para usos culinarios, apto para hacer purés, en compota es sabroso, pero las ciruelas se vuelven muy suaves y la pulpa se desprende (arañazos).